# Victoria Bateman
Victoria Bateman, född Powell den 2 december 1979 i Lees nära Oldham i Greater Manchester, är en brittisk ekonom med inriktning på feministisk ekonomi, och specialiserad på ekonomisk historia. Hon är docent (fellow) i ekonomi vid Gonville and Caius College på Universitetet i Cambridge och ”Director of Studies for the Economics Tripos at Gonville and Caius College”. Hon är även författare och har gjort sig känd för sitt motstånd mot Brexit och som en aktivist för feministisk naturism.

## Biografi
Victoria Bateman är uppväxt i Lees, Oldham, tillsammans med yngre systrar. Hennes far arbetade i metallindustrin och hennes mor med ekonomi. Föräldrarna skildes när hon var 14 år och ekonomin blev problematisk, vilket fick henne att intressera sig för ämnet. Hon studerade vid Oldham Sixth Form College och senare ekonomi vid Gonville and Caius College i Cambridge men avlade sin Masters degree och doktorsgrad vid University of Oxford.
Victoria Batemans forskning är fokuserad på ekonomihistoria. Hon har bland annat studerat marknaders roll för den ekonomiska utvecklingen i Europa. Hennes studie The evolution of markets in early modern Europe, 1350–1800: a study of wheat prices (2011) använder data i form av europeiska vete-priser för att se trender i marknadsutveckling från tidig medeltid till den industriella revolutionen. Hon kunde visa att marknader var lika välintegrerade i Europa under tidigt 1500-tal som under sent 1800-tal. Hennes bok Markets and growth in early modern Europe (2014), bygger på denna forskning.
Bateman är feminist och skriver: "I believe passionately in freedom for women, and whilst many battles have been won in the past century, there is still a long way for society to move until women enjoy the levels of freedom that they should be able to. I am not afraid to use my body as well as my brain to deliver important messages."
År 2014 blev hon porträtterad naken på en målning av porträttmålaren Anthony Connolly. Målningen ställdes ut på Mall Galleries och Bateman förklarade att syftet var att ställa frågor kring sexualiseringen av kvinnor i det moderna samhället.
Från 2018 blev hon kroppsaktivist och genomförde flera uppmärksammade aktioner med mottot "My Body My Choice". I februari deltog hon i en podcast, UnHerd, vars syfte är att motverka flockmentalitet genom nytt och djärvt tänkande. Hon argumenterade för vad vår tids feminister behöver göra för att säkra frihet för alla kvinnor. Hon pekade ut problem med elitism och hyckleri inom dagens feminism, och hade skrivit "My Body My Choice" på sin kropp. I juni deltog hon vid den årliga högtidsmiddagen på Cambridge klädd i en svart genomskinlig feministiskt designad bodysuit med texten ”My Body My Choice”. I juli talade hon vid Office for National Statistics om "Feminism meets Economics" iförd endast några sedlar och hon har därefter hållit flera föredrag om Brexit och deltagit i många TV-program med argumentet "Brexit leaves Britain naked".
Victoria Bateman är gift med juristen James Bateman.